# Przewód pęcherzykowy

Drogi żółciowe człowieka. Przewód pęcherzykowy oznaczony numerem 5.

Przewód pęcherzykowy (łac. ductus cysticus) – przewód doprowadzający i odprowadzający żółć z  pęcherzyka żółciowego. U człowieka ma on długość ok. 4 cm. Przewód pęcherzykowy stanowi element zewnątrzwątrobowych dróg żółciowych. Ściana przewodu pęcherzyka żółciowego jest pofałdowana. Błona śluzowa przewodu tworzy fałd spiralny, nazywany też zastawką Heistera (łac. plica spiralis, valvula spiralis, valvula Heisteri), składający się z wielu wpukleń obejmujących od ⅓ do ⅔ obwodu. W normalnych warunkach przewód jest drożny w obie strony. Na skutek skurczu mięśniówki przewodu przepływ żółci może zostać zahamowany.
Nazwa eponimiczna fałdu spiralnego upamiętnia niemieckiego anatoma i chirurga Lorenza Heistera.